# Adrian Georgescu (scriitor)
Adrian Georgescu (n 4 decembrie 1952, Pitești) este un scriitor contemporan român. 

## Biografie
Debutează cu poezie în 1968, în timpul studiilor liceale, în revista Amfiteatru, și publică ulterior în România literară. Este momentul când îl întâlnește pe  filosoful existențialist și eseistul Grigore Popa, care a avut o influență determinantă asupra întemeierii demersului său auctorial. 
În anul 1972 este angajat la Societatea Română de Radiodifuziune, unde este remarcat imediat de  către compozitorul și muzicologul Doru Popovici, care îi încredințează în emisiunile sale largi spații de difuzare pentru dialoguri purtate cu personalități culturale și artistice ale epocii: A. Vieru, A. Stroe, N. Balotă, A. Blandiana, I. Conta, E. Papu, E. Elenescu, H. Brauner și alții — dialoguri reunite în volumul Convorbiri.
Urmează un interval de tăcere publicistică, până în anul 2002, când debutează editorial cu romanul Rebutarea omenirii, la Editura Amurg Sentimental.

## Volume publicate
- Rebutarea omenirii, Amurg Sentimental, 2002 - două ediții; ediția a III-a, 2005; ediția a IV-a,  Sieben Publishing, 2006, ediția a V-a  n.v., 2009
- Uleiul din candelă, Amurg sentimental, 2002; ediția a II-a - Mentor Macro, 2005
- Crime, Amurg Sentimental, 2004; ediția a II-a - Sieben Publishing, 2007
- Sfântu-Gheorghe. Un jurnal, Amurg Sentimental, 2004, ed. a II-a (Țărmuri), Sieben Publishing, 2011
- Căpățâna unei păsări de apă, Amurg Sentimental, 2004; ediția a II-a , Sieben Publishing, 2007
- Romanul îndrăgostirii de mama, Amurg Sentimental, 2005; ediția a  II-a, Mentor Macro, 2005
- Conversație, Mentor Macro, 2005
- Întrutotul eu totul, Mentor Macro, 2005
- Unul și el însuși, Sieben Publishing, 2006; ediția a II-a - 2008
- Carte, Sieben Publishing, 2006; ediția a II-a - 2007
- Nu-i așa? Sieben Publishing, 2007;
- Hagigadar, Sieben Publishing, 2007; ediția a II-a, 2009
- Atentatele, Sieben Publishing, 2008
- Iubi-te-voi! Sieben Publishing, 2008
- Eu sunt și vreau! Sieben Publishing, 2008; ediția a II-a 2008
- Anul putorii, Sieben Publishing, 2009
- Sfânt, Sieben Publishing, 2009
- Câți oameni sunt eu? / How Many People Am I? Antologie, Sieben Publishing, 2009; ediția a II-a, 2011
- 5, Sieben Publishing, 2010
- Sosirea spre Dumnezeu, Sieben Publishing, 2010; ed. a II-a, 2011
- Moartea spionului, Criterion Publishing, 2010; ed. a II-a, Sieben   Publishing , 2011